# Portoriko
Slobodna pridružena država Portoriko (špa. Estado Libre Asociado (ELA) de Puerto Rico; eng. Commonwealth of Puerto Rico) je jedno od Američkih vanjskih područja, otočna država Kariba udružena sa SAD-om. Sastoji se od otoka Portorika, koji je najistočniji i najmanji otok Velikih Antila, i više manjih otoka: 
- Viequesa
- Culebre
- Culebrite
- Palomina
- Mone i
- Monite.

Portoriko ima nacionalni proizvod po glavi stanovnika od 32 233 (GDP PPP, 2021.), što je manje od prosjeka za SAD (59 959 US dolara, 2020. god.), ali znatno iznad prosjeka za područje Latinske Amerike i Kariba (8 340 USD, 2020.). Razina portorikanskog proizvoda po glavi stanovnika je, zapravo, približno na razini Italije i Španjolske.

## Povijest
Otkrio ga je Kristofor Kolumbo na svom drugom putovanju 1493. čime je postao dijelom Španjolskih posjeda. Petnaest godina kasnije Juan Ponce de León je počeo s koloniziranjem otoka, što je dovelo do istrijebljenja Indijanaca i dovođenja robova iz Afrike.
Još prije dobivanja unutrašnje autonomije 1897. od Španjolske, na otoku je 1873. ukinuto ropstvo.
Godinu dana kasnije, 10. prosinca 1898., Sjedinjene Američke Države su anektirale Portoriko. To je bila posljedica španjolsko-američkog rata. Donošenjem Jonesovog akta (1917.) Portoriko ponovo dobiva pravo na unutrašnju samoupravu, koja se 1948. još proširuje. 25. srpnja 1952. otok dobiva status dominiona.
U glasovanjima 1967. i 1993. Portorikanci su se izjasnili protiv neovisnosti i za nastavak povezanosti sa SAD-om. Reorganizaciju u standardnu američku saveznu državu su odbili, prednost su dali statusu iz 1952. godine.

## Politika
Portoriko je pridružena slobodna država unutar SADa. 
- Parlament: Zastupnički dom s 54 člana i Senat s 28 članova.
- Izravni izbori Guvernera svake 4 godine.

Portorikanci su građani SAD-a, ali na federalnim izborima u SAD-u nemaju glasačko pravo: oni dobivaju pravo glasa na federalnim izborima čim se nastane u nekoj od saveznih država SAD-a; na odgovarajući način, Amerikanci koji iz drugih država SAD-a dosele u Portoriko, nemaju nakon nastanjivanja na Otoku pravo da glasuju na federalnim američkim izborima (za predsjednika SAD-a, i za Kongres). U predstavničkom domu Kongresa SAD-a Portoriko je ipak zastupljen jednim predstavnikom (tzv. Resident Commissioner) koji nema pravo glasa. 
Unutarnja politička organizacija Portorika je posve slična organizaciji bilo koje savezne države SAD-a.  
Na otoku ispred Portorika, Viequesu (površine 348 km2, dakle malo manji od otoka Brača), mornarica SAD-a je od Drugog svjetskog rata testirala oružje ne obazirući se pri tome previše na stanovništvo i okoliš. Građani su povremeno zaposjedali to područje. Borili su se, dijelom potpomognuti i od strane lokalnih političara, za trenutni prekid vojnih manevara i testiranja. Streljivo, među ostalim i ono s osiromašenim uranijom i ostatci kemikalija dovode, kako su argumentirali, do povećanog postotka oboljevanja djece od raka kao i drugih utjecaja na zdravlje stanovništva. Nakon političke borbe koja je trajala desetljećima, 2001. je postignut dogovor s Vladom SAD-a, pa je u svibnju 2003. počelo povlačenje vojnih snaga SAD-a s otoka Viequesa. Na tom je otoku 2010. godine živjelo 9.300 stanovnika. 

### Stranke
Političko podneblje u Portoriku razlikuje se od američkog. Imaju više stranaka koje su svojim djelovanjem okrenute prije svega unutarnjim problemima Portorika i njegovom političkom statusu. Najzastupljenije su tri stranke:
- Demokratska narodna stranka (Partido Popular Democrático, PPD) koja podržava sadašnji status slobodnog udruživanja sa SAD-om, i koja je na izborima za donji dom portorikanskog Kongresa osvojila 48,6 posto glasova,
- Stranka za neovisnost Portorika (Partido Independentista Puertorriqueño,PIP) koja se bori za potpunu neovisnost Portorika kao države, i koja je na zborima za donji dom Kongresa 2016. godine dobila 8,3 posto glasova,
- Nova stranka progresa (Partido Nuevo Progresista, PNP) koja zastupa ideju da Portoriko dobije status jedne od punopravnih država SAD-a. Na izborima za donji dom kongresa 2016. godine je osvojila 41,7 posto glasova.

Sve tri stranke su zalažu za liberalni kapitalizam, pri čemu je PIP (osnovan 1946. godine) pozicioniran kao lijevi centar, PNP (osnovan 1967. godine) kao desni centar, a PPD (osnovan 1938. godine) između njih.

## Zemljopis
Otok je brdovit s puno brdovitih područja (6 0% površine), ali ima i područja s kišnim šumama, pustinjama i plažama. 
- Najviši vrh: Cerro La Punta (1338 m)
- Najduža rijeka: La Plata (80 km)

Otok je okružen vrlo dubokim dijelovima oceana: duž sjevera otoka proteže se Portorikanska brazda s dubinom od 9219 m u Atlantiku, a na jugu je venecuelanski bazen dubine 5649 m u Karipskom moru.
Gradovi
Najveći gradovi Portorika su San Juan (glavni grad), Ponce i Mayagüez.

## Stanovništvo
Stanovništvo Portorika je podijeljeno na 78 općina. Više od 80% od nepunih 4 milijuna stanovnika Portorika su katolici (praktični katolici su njih oko 55%). Iako je otok dio SAD-a, samo njih oko 10% se izjašnjava da su Amerikanci. Većina (87%) sami sebe vide kao potomke Španjolaca ili afričkih robova. Kao prvi jezik španjolski govori više od 93% stanovništva, dok je engleski prvi jezik samo za njih 7%.Na najvećem i najstarijem sveučilištu (Universidad De Puerto Rico (UPR), osnovano 1903.) se predaje na španjolskom jeziku.
Popis indijanskih plemena (prema Lehmannu, 1920):
- Agueynaba
- Arecibo
- Aymamon
- Bayamo
- Coamo
- Guanica
- Guarionex
- Humacao
- Loaiza
- Mabodamaca
- Mayaguex
- Urayoan
- Utuado
- Yagueca
- Yauc

## Gospodarstvo
Najvažniji poljoprivredni proizvodi su šećerna trska, banane, kava, ananas i duhan, a važan je i ribolov. Važnije industrijske grane su prehrambena proizvodnja, tekstilna, farmaceutska, cementna industrija te proizvodnja strojeva, a važan gospodarski faktor je i turizam.

## Znanost
Pokraj mjesta Arecibo se u jednoj kotlini nalazi Zvjezdarnica Arecibo s najvećim radio teleskopom na svijetu. 
Neke od najvećih obrazovnih i znanstvenih ustanova su: Sveučilište Portoriko (Universidad de Puerto Rico (UPR),  American University of Puerto Rico, Universidad Inter-Americana, Glazbeni Konzervatorij i drugi.

## Klima
Na otoku vlada (sup)tropska klima s prosječnom temperaturom od 28 °C. Sjeverna obala i viši dijelovi otoka imaju redovite pljuskove, dok je južni dio relativno suh.

## Poveznice
- Portorikanci

## Vanjske poveznice
- Sol Boricua (engl.)